# Tour della nazionale maschile di rugby a 15 dell'Argentina 2003
I Pumas, ossia la nazionale di rugby a XV dell'Argentina, fra il 2000 ed il 2003, in vista della preparazione ai mondiali del 2003, ha sostenuto una serie di incontri, principalmente in Sud Africa.

## 2003: Provincias Argentinas in Sud Africa
Tour della selezione delle province, in pratica la terza squadra nazionale argentina.
| Witbank 14 giugno 2003 | Mpumalanga Pumas | 71 – 14 | Provincias Argentinas |  |

| Bloemfontein 21 giugno 2003 | Free State Cheetats | 64 – 20 | Provincias Argentinas |  |

## La nazionale maggiore in Sudafrica
Anche la nazionale maggiore si reca in tour in Sudafrica, dove sfiora un clamoroso successo
| 25 giugno 2003 | Sudafrica A | 30 – 30 | Argentina A |  |

| Arbitro: | Nigel Williams |

| |            | |
| Coetzee, Russell | mt         | Contepomi, Hernandez Nunez Piossek |
| Koen 2 | tr         | Quesada 2 |
| Koen 4 | c.p.       | Quesada 2 |
| 15.Jaco van der Westhuyzen, 14.Stefan Terblanche, 13.Marius Joubert, 12.Gcobani Bobo, 11.Pieter Rossouw, 10.Louis Koen, 9.Craig Davidson, 8.Pedrie Wannenburg, 7.AJ Venter, 6.Corne Krige (cap), 5.Victor Matfield, 4.Quinton Davids, 3.Cobus Visagie, 2.Danie Coetzee, 1.Robbie Kempson - Sostituti: 16.Richard Bands, 18.Selborne Boome, 22.Brent Russell - Non entrati : 17.Lawrence Sephaka, 20.Joost van der Westhuizen, 21.Trevor Halstead | Formazioni | 15.Juan Martín Hernández, 14.Jose Nunez Piossek, 13.Jose Orengo, 12.Felipe Contepomi, 11.Diego Albanese, 10.Gonzalo Quesada, 9.Nicolás Fernández Miranda, 8.Gonzalo Longo Elia (cap), 7.Rolando Martín, 6.Lucas Ostiglia, 5.Rimas Álvarez Kairelis, 4.Ignacio Fernández Lobbe, 3.Mauricio Reggiardo, 2.Mario Ledesma Arocena, 1.Roberto Grau - Sostituti: 16.Federico Mendez Azpillaga, 17.Santiago González Bonorino, 18.Patricio Albacete, 19.Santiago Phelan, 21.Hernán Senillosa - Non entrati : 20.Matias Albina, 22.Bernardo Stortoni |